# Friedrich Kraner
Friedrich Kraner (* 15. Oktober 1812 in Eibenstock; † 17. Januar 1863 in Leipzig) war ein deutscher Altphilologe und Gymnasiallehrer.

## Leben
Kraner besuchte von 1825 bis 1830 das Lyceum zu Schneeberg (Erzgebirge). Danach studierte er bis 1835 Philologie an der Universität Leipzig, wo er zum Dr. phil. promoviert wurde.
Im Anschluss wurde er Lehrer am Kreisgymnasium in Annaberg. 1838 wurde er als Oberlehrer an die Königliche Landesschule zu Meissen versetzt. 1843 wurde er Gymnasialprofessor. Am 5. Dezember 1856 ernannte man Kraner zum Direktor des Gymnasiums in Zwickau. Von 1862 bis 1863 war er als Nachfolger von Karl Heinrich Adelbert Lipsius Rektor der Thomasschule zu Leipzig. Ihm war die umfangreiche Schülerbibliothek in der Thomasschule zu verdanken.
Kraner begründete später von anderen Gelehrten fortgeführte Kommentare zu Gaius Iulius Caesars De bello Gallico und De bello civili. Er war Senior der Griechischen Gesellschaft und Mitglied des Königlich Philologischen Seminars sowie Ritter I. Klasse des sächsischen Zivilverdienstordens.

## Schriften
- C. Iulii Caesaris Commentarii de bello Gallico. Erklärt von Friedrich Kraner und Wilhelm Dittenberger. 20. Auflage von Heinrich Meusel. Nachwort und bibliographische Nachträge von Hans Oppermann. Weidmannsche Buchhandlung, Berlin 1960–1965 (zuerst 1852).
- C. Iulii Caesaris Commentarii de bello civili. Erklärt von Friedrich Kraner und Friedrich Hofmann. 12. Auflage von Heinrich Meusel. Nachwort und bibliographische Nachträge von Hans Oppermann,  Weidmannsche Buchhandlung, Berlin 1959 (zuerst 1856).